# 科学的懐疑主義
科学的懐疑主義(かがくてきかいぎしゅぎ、英: scientific skepticism)とは、言説が経験（実証）にもとづいた研究によって支持されているのか、再現性を備えているのかを吟味・検討する活動であり、確かな知識を増やすための方法論としての基準の一部である。実際には、科学者の通常的な議論や研究に対しては適用されておらず、主流からはずれていると思われるような理論や主張の検証に使用される。
科学的懐疑主義は哲学の懐疑主義とは異なる。厳格な哲学的懐疑主義というのは世界の性質を知るための我々の知識や能力をも疑う。それに比べて、科学的懐疑主義というのは妥当な証拠を欠いていると思われる主張に反対しはするが、批判的思考と帰納的推論は（懐疑せず、受け入れて）利用する。ポール・カーツが「The New Scepticism」で科学的懐疑主義を詳述した。

## 特徴
科学者同様、科学的懐疑主義者は信仰、逸話、噂を受け入れたり、反証不可能な概念に頼るよりも、立証可能性や反証可能性にもとづいて主張を評価・吟味しようと試みる。懐疑主義者はしばしば、彼らが「信じがたい」「疑わしい」「一般的に認められた科学理論や知識に明らかに反する」と感じる主張に注意を向ける。これは科学的懐疑論者と専門的な科学者の間の違いである。科学者はそれぞれの分野で作られる仮説を検証するか、立証するか、反証しようと試みる。科学的懐疑主義者は風変わりな主張が自動的に即座に拒絶されなければならないとは主張しない。そうではなくて、彼らは「超常現象や特異な現象は徹底的に検証されなければならない」とし、また「途方もない主張というのは、有効であると受け入れられる前に、相応の途方もない量や質の証拠が提示されなければならない」と主張する。
The Skeptics Societyは次のように科学的懐疑主義を説明する。
一部の人々は懐疑主義が新しいアイディアを拒絶することだと考えている。さらに悪いことに彼らは「懐疑主義者」を「皮肉屋」と混同して、懐疑主義者は定説に異を唱えるあらゆる主張を拒否する気むずかしいひねくれ者であると考える。それは誤りだ。懐疑主義は主張への暫定的なアプローチである。それはあらゆる全ての主張への理性、判断、分別の応用である。神聖不可侵なものなどない。言い換えると、懐疑主義は方法論であって立場ではない。原則的には、懐疑主義者は現象が本当かも知れない、あるいは主張が真実かも知れないと落着した事象の調査には入らない。我々が「懐疑的」であると言うとき、我々は「信じる前に確固たる証拠を見なければならない」と言っているのだ。

...
現代懐疑主義はデータを集め、定式化し、テストし、自然現象の自然主義的な説明を試みる科学的手法として具現化される。主張が合理的であるという暫定的な合意が形成されたとき、主張は事実と見なされる。しかし全ての科学的事実は暫定的であり、挑戦に曝される。従って懐疑主義は暫定的な判定を導く方法論である。
...

懐疑主義のカギは「何も知らない」哲学的懐疑主義と、「なんでもあり」の騙されやすさに挟まれた危険な海峡を航行するための、継続的な、そして精力的な科学的手法の適用である。...—http://www.skeptic.com/about_us/
懐疑主義者がしばしば批評の対象とするのは心霊主義、超心理学、ダウジング、占星術、ホメオパシー、タロット占い、エイリアンによる誘拐、超能力などが含まれる。ジェームズ・ランディのような懐疑主義者はこうした主張の偽りを暴くことで有名になった。彼らのように偽りを暴くことを活動の中心としている人々をデバンカーと呼ぶ。
懐疑主義は科学的手法の一部でもある。例えばそれが独立して再現可能であることが示されるまで、実験の結果は確立されたとは考えない。
懐疑主義的な原則に基づき、権威や信仰など懐疑的でない根拠ではなく、確かな根拠によって自分の心を決められるようになることが理想的である、と考える。
懐疑主義というのは、また、風変わりであったり、一般的ではないような主張に対する接し方（アプローチのしかた）であり、確実な証拠が不足している場合は、信じることよりも疑うことのほうを好む。懐疑主義は、UFOや超能力を信じることは、もしそれを支持する経験的な証拠がないならば、誤って導かれたのだと考える。古代ギリシアの哲学者プラトンは他の人々を無知から解放することは、最初は人々に抵抗されるが、それでも素晴らしくて壮大なことだと考えていた。現在の懐疑主義的な著述家は様々な方法でこの問題について述べる。

## 疑似科学の危険視
バートランド・ラッセルは、個人の行動はそれぞれの信念に基づいている、と考えた。そしてその信念が証拠によって支持されていなければ信念は破壊的な行動を引き起こすことがある、と考えた。ジェームズ・ランディもしばしば詐欺の問題について書く。ランディはニセ科学を主張する者が、それを主張することによってどのように金儲けをしているかを示そうと試みる。偽医療の批判者は、不適格な開業医の不適切な助言（診断・処方）の問題を指摘する。偽医療は深刻な健康被害、さらには死をまねくことすらある。

## 宗教に対する態度のバリエーション
多くの懐疑主義者は無神論か不可知論で、自然主義的な世界観を持つ。しかし献身的な懐疑主義者であっても、一部の人は神への信仰を表明している。たとえばマーティン・ガードナーなどがそうである。
リチャード・ドーキンスは宗教を「暴力の源」と見なし、また創造論を生物学の理解への脅威と見なす。一部の懐疑主義者は、指導者がパフォーマンスしたり是認したりする嘘の奇跡を人々が信じることを懸念して、カルト的な宗教に対する反対運動を支援する。

## 関連書籍
- ロバート・Ｔ・キャロル『懐疑論者の事典』 上、小久保温・高橋信夫・長沢裕・福岡洋一訳、楽工社、2008年10月。ISBN 978-4-903063-12-6。
- ロバート・Ｔ・キャロル『懐疑論者の事典』 下、小久保温・高橋信夫・長沢裕・福岡洋一訳、楽工社、2008年10月。ISBN 978-4-903063-13-3。
- カール・セーガン『カール・セーガン　科学と悪霊を語る』青木薫訳、新潮社、1997年9月。ISBN 4-10-519203-5。
  - カール・セーガン『人はなぜエセ科学に騙されるのか』 上巻、青木薫訳、新潮社〈新潮文庫〉、2000年11月。ISBN 4-10-229403-1。 - 『カール・セーガン　科学と悪霊を語る』改題・文庫版。
  - カール・セーガン『人はなぜエセ科学に騙されるのか』 下巻、青木薫訳、新潮社〈新潮文庫〉、2000年11月。ISBN 4-10-229404-X。
- マーティン・ガードナー『奇妙な論理　だまされやすさの研究』 1巻、市場泰男訳、早川書房〈ハヤカワ文庫 NF〉、2003年1月。ISBN 4-15-050272-2。 英題 In the Name of Science, 1952年。
- マーティン・ガードナー『奇妙な論理　なぜニセ科学に惹かれるのか』 2巻、市場泰男訳、早川書房〈ハヤカワ文庫 NF〉、2003年2月。ISBN 4-15-050273-0。